# Adam Daghim
Adam Daghim (født 28. september 2005) er en dansk fodboldspiller, der spiller for Red Bull Salzburg som kantspiller. Han er lillebror til Ahmed Daghim, der også er fodboldspiller.

## Karriere
Daghim var en del af FC Københavns ungdomsrækker, men skiftede som 15-årig til AGF i foråret 2021, hvor han kom ind i denne klubs ungdomsafdeling.

### AGF
Allerede et år efter skiftet fik Daghim en professionel kontrakt med AGF og blev en del af førsteholdstruppen som blot 16-årig. Det skete dagen efter, at han havde fået debut i Superligaen som den yngste AGF-spiller nogensinde.

### Red Bull Salzburg
I slutningen af transfervinduet i sommeren 2023 solgte AGF Daghim til den østrigske klub FC Red Bull Salzburg, hvor han fik en treårig kontrakt.